# Цифровой обзор неба
Цифровой обзор неба (англ. Digitized Sky Survey) — оцифрованная версия фотографических атласов ночного неба. Обычно под этим термином подразумевается опубликованная в 1994 году цифровая версия атласа всего неба, полученная путём сканирования фотопластинок Паломарского обзора, покрывающего северное небо, и обзора SERC-J, выполненного в обсерватории Сайдинг-Спринг в Австралии.
Не следует путать со Sloan Digital Sky Survey.